# John Sparkman
Pour les articles homonymes, voir Sparkman.
John Jackson Sparkman, né le 20 décembre 1899 à Hartselle et mort le 16 novembre 1985 à Huntsville, est un homme politique américain, notamment sénateur de l'Alabama au Congrès fédéral durant plus de 30 ans et candidat du camp démocrate à la vice-présidence des États-Unis en 1952.

## Biographie
John Sparkman est né dans une famille de fermiers en Alabama ; diplômé en 1921 de l'université d'Alabama et de l'école de droit de Tuscaloosa deux ans plus tard, il est admis au barreau de l'État en 1925. 
Sparkman entre en politique en se faisant élire en 1936 à la Chambre des représentants des États-Unis sous les couleurs du Parti démocrate, pour le 8e district de l'Alabama. En 1946, il rejoint le Sénat des États-Unis dans lequel il siège sans discontinuer jusqu'à sa retraite le 3 janvier 1979. 
En 1952, il est le colistier d'Adlai Stevenson à l'élection présidentielle, lors de laquelle ils sont sévèrement battus par le ticket républicain mené par Dwight D. Eisenhower.